# William Henry Sinclair
Pour les articles homonymes, voir William Sinclair et Sinclair.
William Henry Sinclair (8 février 1864-27 septembre 1902) est un homme politique canadien de l'Ontario. Il est député indépendant à l'Assemblée législative des Territoires du Nord-Ouest pour Saskatoon en 1902,.
Élu en 1902, il siège jusqu'à son décès dû à un accident de chasse en rangeant son arme à feu en septembre de la même année.

## Résultats électoraux
| Élection le 21 mai 1902 |                        |      |        |
| [ 1 ]                   | Nom                    | Vote | %      |
| Indépendant             | William Henry Sinclair | 239  | 72.42% |
| Indépendant             | James Leslie           | 91   | 27.58% |
| Total                   | Total                  | 330  | 100%   |